# Olympische Sommerspiele 1988/Leichtathletik – Hochsprung (Frauen)

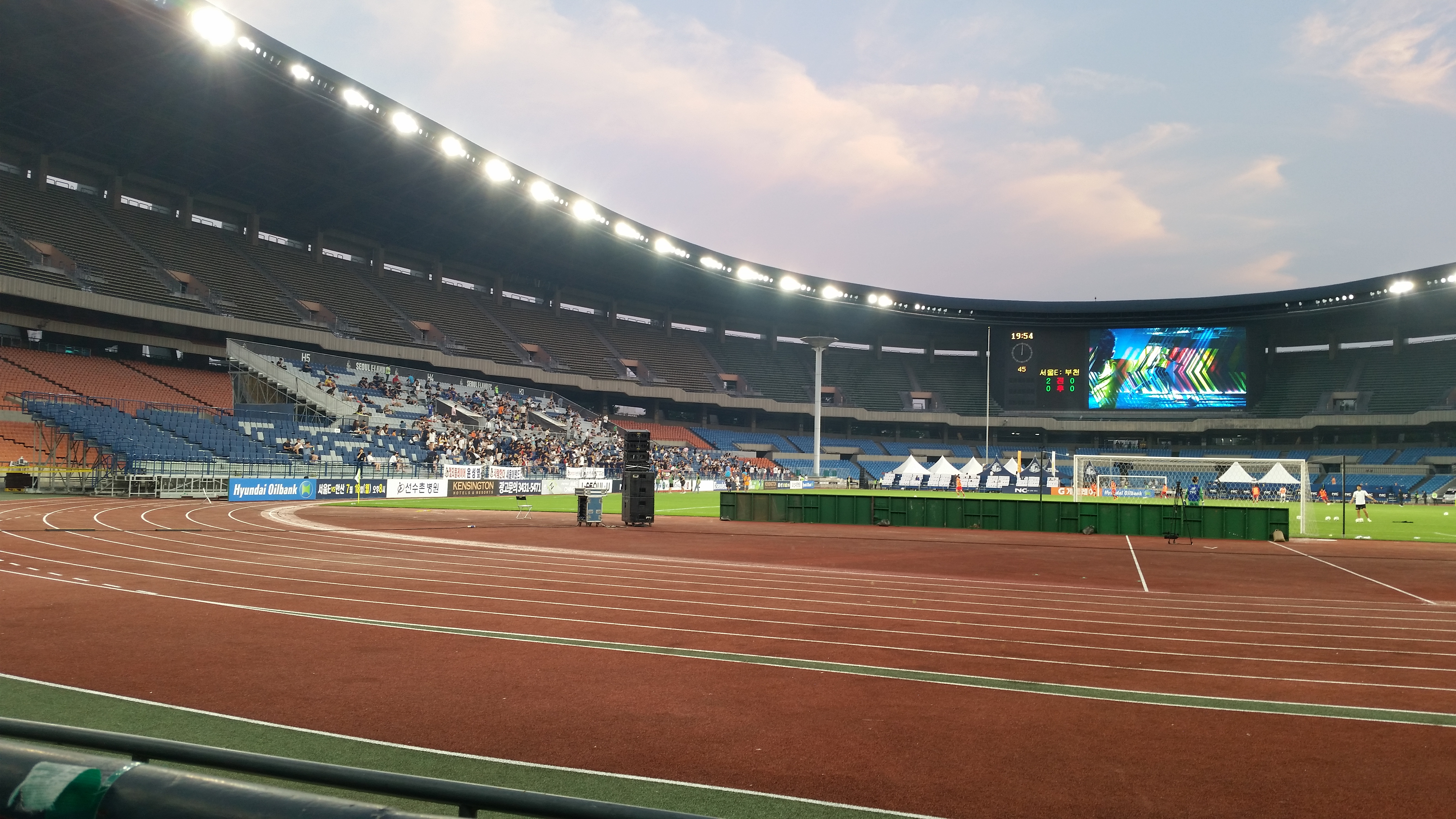
Innenraum des Olympiastadions im Jahr 2016

Der Hochsprung der Frauen bei den Olympischen Spielen 1988 in Seoul wurde am 29. und 30. September 1988 in zwei Runden im Olympiastadion Seoul ausgetragen. 24 Athletinnen nahmen teil.
Olympiasiegerin wurde die US-Amerikanerin Louise Ritter, die die Bulgarin Stefka Kostadinowa in einem Stechspringen bezwingen konnte. Die Bronzemedaille gewann Tamara Bykowa aus der Sowjetunion.
Für die Bundesrepublik Deutschland ging Heike Redetzky, später Heike Henkel, an den Start, die in der Qualifikation scheiterte.

Athletinnen aus der DDR, der Schweiz, Österreich und Liechtenstein nahmen nicht teil.

## Titelträger
| Olympiasiegerin 1984                      | Ulrike Meyfarth ( BR Deutschland) | 2,02 m | Los Angeles 1984  |
| Weltmeisterin 1987                        | Stefka Kostadinowa ( Bulgarien)   | 2,09 m | Rom 1987          |
| Europameisterin 1986                      | Stefka Kostadinowa ( Bulgarien)   | 2,00 m | Stuttgart 1986    |
| Panamerikanische Meisterin 1987           | Coleen Sommer ( USA)              | 1,96 m | Indianapolis 1987 |
| Zentralamerika und Karibik-Meisterin 1987 | Mazel Thomas ( Jamaika)           | 1,81 m | Caracas 1987      |
| Südamerika-Meisterin 1987                 | Orlane dos Santos ( Brasilien)    | 1,80 m | São Paulo 1987    |
| Asienmeisterin 1987                       | Ni Xiuling ( Volksrepublik China) | 1,92 m | Singapur 1987     |
| Afrikameisterin 1988                      | Lucienne N’Da ( Elfenbeinküste)   | 1,80 m | Annaba 1988       |

## Rekorde

### Bestehende Rekorde
| Weltrekord         | 2,09 m | Stefka Kostadinowa ( Bulgarien)   | Rom, Italien               | 30. August 1987 |
| Olympischer Rekord | 2,02 m | Ulrike Meyfarth ( BR Deutschland) | Finale OS Los Angeles, USA | 10. August 1984 |

### Rekordverbesserung
Im Finale am 30. September verbesserte die US-amerikanische Olympiasiegerin Louise Ritter den bestehenden olympischen Rekord um einen Zentimeter auf 2,03 m. Zum Weltrekord fehlten ihr damit sechs Zentimeter.
Allerdings übersprang Louise Ritter diese Höhe in einem Stechen, nachdem sie zuvor dreimal an 2,03 m gescheitert war. Somit war diese Leistung eigentlich nicht bestenlistenreif und nicht rekordreif, denn es gingen drei Fehlversuche voraus, die Höhe wurde in einem sozusagen vierten Versuch erzielt. Eine Anerkennung als olympischer Rekord wäre deshalb eigentlich nicht korrekt. Dennoch werden Louise Ritters 2,03 m in allen Quellen als neuer olympischer Rekord geführt.

## Legende
Kurze Übersicht zur Bedeutung der Symbolik – so üblicherweise auch in sonstigen Veröffentlichungen verwendet:
| – | verzichtet   |
| o | übersprungen |
| x | ungültig     |

## Qualifikation
Datum: 29. September 1988, 9:15 Uhr
Für die Qualifikation wurden die Athletinnen in zwei Gruppen gelost. Die Qualifikationshöhe zum direkten Finaleinzug betrug 1,92 m. Mit genau zwölf Springerinnen diese Höhe bewältigten, war die Mindestanzahl von Finalteilnehmerinnen exakt erreicht.

### Gruppe A

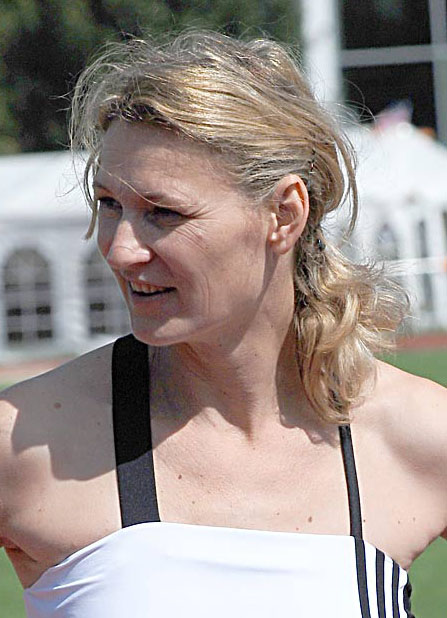
Heike Redetzky – vier Jahre später als Heike Henkel Olympiasiegerin (hier im Jahr 2007) – schied hier mit 1,90 m in der Qualifikation aus

| Platz | Name               | Nation              | 1,70 m | 1,75 m | 1,80 m | 1,84 m | 1,87 m | 1,90 m | 1,92 m | Höhe   |
| ----- | ------------------ | ------------------- | ------ | ------ | ------ | ------ | ------ | ------ | ------ | ------ |
| 1     | Kim Hee-sun        | Südkorea            | –      | o      | o      | o      | o      | o      | o      | 1,92 m |
| 2     | Janet Boyle        | Großbritannien      | –      | o      | o      | o      | xo     | o      | o      | 1,92 m |
| 2     | Olga Turtschak     | Sowjetunion         | –      | –      | o      | o      | o      | xo     | o      | 1,92 m |
| 4     | Maryse Éwanjé-Épée | Frankreich          | –      | o      | o      | xo     | xo     | xo     | o      | 1,92 m |
| 5     | Stefka Kostadinowa | Bulgarien           | –      | –      | o      | o      | –      | o      | xo     | 1,92 m |
| 6     | Heike Redetzky     | BR Deutschland      | –      | –      | o      | –      | o      | o      | xxx    | 1,90 m |
| 7     | Vanessa Browne     | Australien          | –      | o      | o      | xo     | xxo    | xo     | xxx    | 1,90 m |
| 8     | Jin Ling           | Volksrepublik China | –      | o      | o      | o      | o      | xxo    | xxx    | 1,90 m |
| 9     | Patricia King      | USA                 | –      | o      | o      | o      | xxx    |        |        | 1,87 m |
| 10    | Cristina Fink      | Mexiko              | –      | o      | o      | xxo    | xxx    |        |        | 1,87 m |
| 11    | Biljana Petrović   | Jugoslawien         | o      | xo     | o      | xxx    |        |        |        | 1,84 m |
| 12    | Lucienne N’Da      | Elfenbeinküste      | o      | xxo    | xxx    |        |        |        |        | 1,80 m |

### Gruppe B
| Platz | Name               | Nation            | 1,70 m | 1,75 m | 1,80 m | 1,84 m | 1,87 m | 1,90 m | 1,92 m | Höhe   |
| ----- | ------------------ | ----------------- | ------ | ------ | ------ | ------ | ------ | ------ | ------ | ------ |
| 1     | Tamara Bykowa      | Sowjetunion       | o      | o      | o      | o      | o      | o      | o      | 1,92 m |
| 1     | Megumi Satō        | Japan             | –      | –      | o      | o      | o      | o      | o      | 1,92 m |
| 3     | Alina Astafei      | Rumänien          | –      | o      | o      | xo     | o      | o      | o      | 1,92 m |
| 4     | Ljudmila Andonowa  | Bulgarien         | –      | –      | o      | o      | o      | o      | xo     | 1,92 m |
| 4     | Diana Davies       | Großbritannien    | –      | –      | o      | o      | o      | o      | xo     | 1,92 m |
| 6     | Louise Ritter      | USA               | –      | –      | –      | o      | xo     | o      | xxo    | 1,92 m |
| 6     | Christine Stanton  | Australien        | –      | –      | xo     | o      | o      | o      | xxo    | 1,92 m |
| 8     | Joanne Jennings    | Großbritannien    | –      | o      | o      | xo     | xo     | xxo    | xxx    | 1,90 m |
| 9     | Ludmilla Awdejenko | Sowjetunion       | –      | –      | o      | o      | o      | xxx    |        | 1,87 m |
| 10    | Coleen Sommer      | USA               | –      | –      | o      | o      | xo     | xxx    |        | 1,87 m |
| 11    | Madely Beaugendre  | Frankreich        | –      | o      | xo     | o      | xxx    |        |        | 1,84 m |
| 12    | Chun-Yueh Su       | Chinesisch Taipeh | o      | o      | xo     | xxx    |        |        |        | 1,80 m |

## Finale
Datum: 30. September 1988, 13:00 Uhr
| Platz | Name               | Nation         | 1,75 m | 1,80 m | 1,85 m | 1,90 m | 1,93 m | 1,96 m | 1,99 m | 2,01 m | 2,03 m | Stechen 2,03 | Endergebnis | Anmerkung |
| ----- | ------------------ | -------------- | ------ | ------ | ------ | ------ | ------ | ------ | ------ | ------ | ------ | ------------ | ----------- | --------- |
| 1     | Louise Ritter      | USA            | –      | o      | o      | o      | o      | o      | o      | o      | xxx    | o OR         | 2,03 m      | OR        |
| 2     | Stefka Kostadinowa | Bulgarien      | –      | o      | o      | o      | o      | o      | o      | o      | xxx    | x000         | 2,01 m      |           |
| 3     | Tamara Bykowa      | Sowjetunion    | –      | o      | o      | o      | o      | xo     | xxo    | xxx    |        |              | 1,99 m      |           |
| 4     | Olga Turtschak     | Sowjetunion    | –      | o      | o      | xo     | o      | o      | xxx    |        |        |              | 1,96 m      |           |
| 5     | Ljudmila Andonowa  | Bulgarien      | –      | o      | o      | o      | o      | xxx    |        |        |        |              | 1,93 m      |           |
| 5     | Alina Astafei      | Rumänien       | o      | o      | o      | o      | o      | xxx    |        |        |        |              | 1,93 m      |           |
| 7     | Christine Stanton  | Australien     | –      | o      | o      | o      | xo     | xxx    |        |        |        |              | 1,93 m      |           |
| 8     | Diana Davies       | Großbritannien | –      | o      | o      | o      | xxx    |        |        |        |        |              | 1,90 m      |           |
| 8     | Kim Hee-sun        | Südkorea       | –      | o      | o      | o      | xxx    |        |        |        |        |              | 1,90 m      |           |
| 10    | Maryse Éwanjé-Épée | Frankreich     | –      | o      | o      | xo     | xxx    |        |        |        |        |              | 1,90 m      |           |
| 11    | Megumi Satō        | Japan          | –      | o      | o      | xxo    | xxx    |        |        |        |        |              | 1,90 m      |           |
| 12    | Janet Boyle        | Großbritannien | –      | o      | xo     | xxo    | xxx    |        |        |        |        |              | 1,90 m      |           |

Für das Finale am 30. September hatten sich zwölf Springerinnen qualifiziert, die alle die geforderte Qualifikationshöhe gemeistert hatten. Neben zwei Springerinnen aus der Sowjetunion traten jeweils zwei Bulgarinnen und Britinnen an. Komplettiert wurde das Finalfeld mit jeweils einer Teilnehmerin aus Australien, Frankreich, Japan, Rumänien, Südkorea und den USA.
Als klare Favoritin galt die amtierende Weltmeisterin und Weltrekordhalterin Stefka Kostadinowa aus Bulgarien. Als größte Konkurrentin wurde die Vizeweltmeisterin Tamara Bykowa aus der UdSSR angesehen.
Sieben der zwölf Finalistinnen waren nach übersprungenen 1,93 m noch im Rennen. Drei von ihnen schieden bei der Höhe von 1,96 m aus. Jetzt waren noch Kostadinowa, Bykowa, Olga Turtschak aus der UdSSR und die US-Amerikanerin Louise Ritter im Wettbewerb. Außer Turtschak hatten die verbliebenen Springerinnen bislang noch keinen Fehlversuch. Kostadinowa, Turtschak und Ritter nahmen 1,96 m im ersten Versuch, Bykowa im zweiten. Bei 1,99 m scheiterte Olga Turtschak dreimal, damit belegte sie Platz vier. Kostadinowa und Ritter überquerten die Latte mit ihren jeweils ersten Sprüngen, Bykowa in ihrem dritten Versuch. An der nächsten Höhe von 2,01 m scheiterte Bykowa und gewann damit die Bronzemedaille. Ritter und Kostadinowa blieben im Gleichklang und bewältigten auch 2,01 m ohne Fehlsprünge. 2,03 m waren anschließend für beide Athletinnen zunächst zu hoch, beide rissen jeweils dreimal. Sie lagen weiterhin gleichauf, bis einschließlich 2,01 m hatten sie keinen Fehlversuch.
Nun musste ein Stechen über Gold und Silber entscheiden. Entsprechend den Regeln wurde die Latte nochmals auf 2,03 m gelegt. Jede Athletin hatte nur einen Versuch. Die US-Athletin übersprang die Höhe gleich beim ersten Mal, Kostadinowa misslang ihr Versuch. Damit wurde Louise Ritter ganz überraschend Olympiasiegerin und Stefka Kostadinowa blieb die Silbermedaille.
Für die USA war es die siebte Medaille im Hochsprung der Frauen, was sie zur erfolgreichsten Nation in der Gesamtzahl der Medaillen in dieser Disziplin machte. Auch im Hinblick auf die erzielten Olympiasiege war die USA mit vier Siegen die führende Nation.

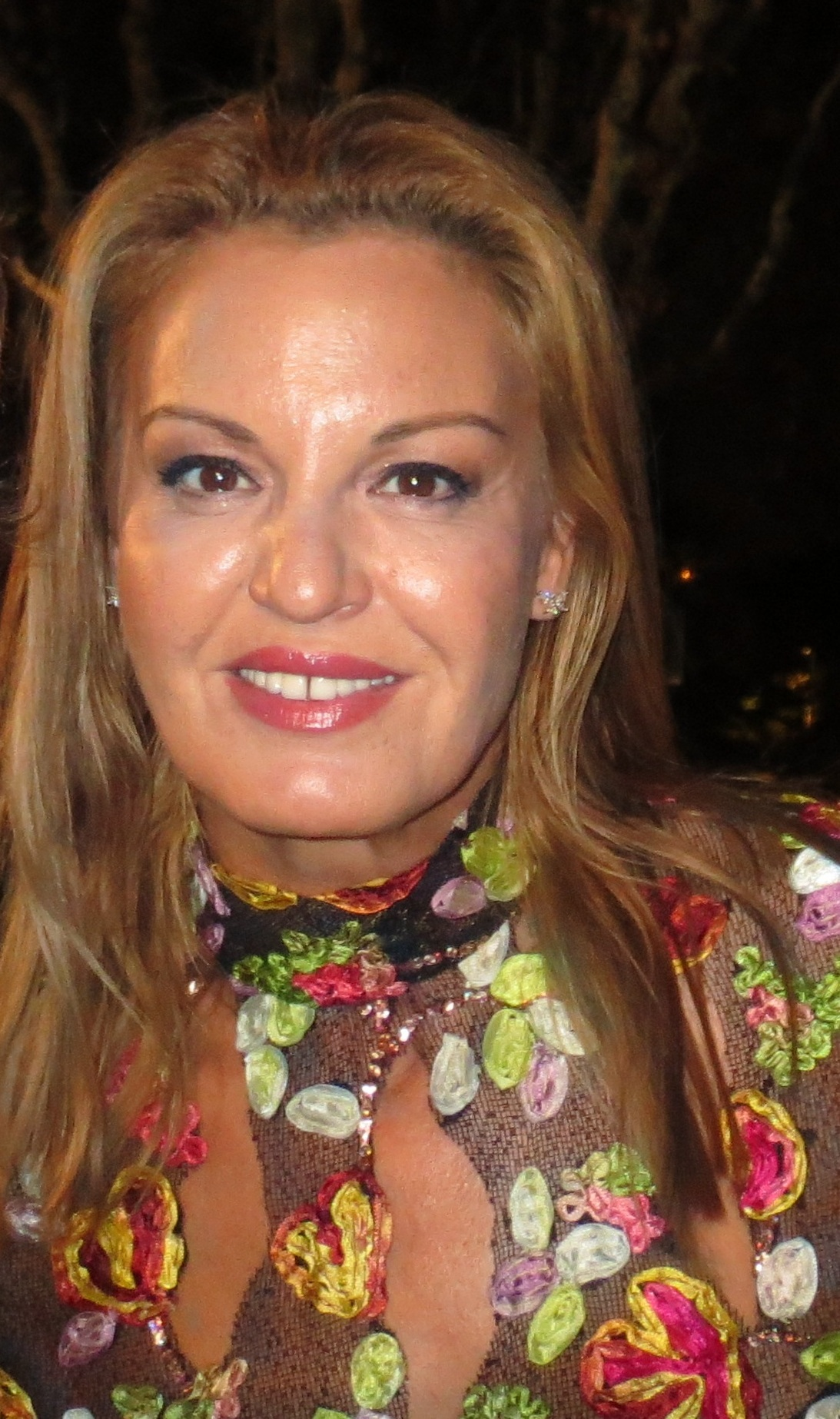
Die Weltrekordinhaberin Stefka Kostadinowa (Foto: 2012) musste sich im Stechen mit Silber zufriedengeben
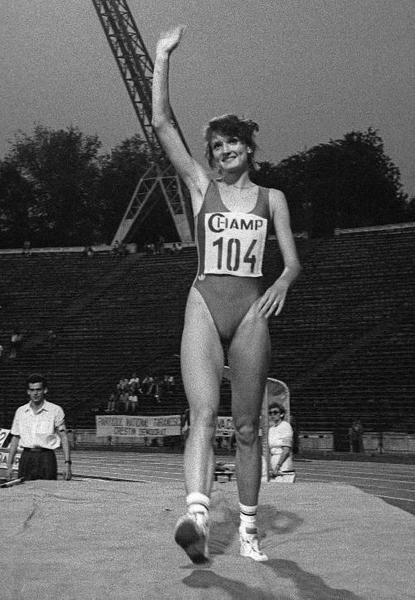
Alina Astafei – hier noch für Rumänien, später für Deutschland am Start – kam auf den geteilten fünften Platz

## Video
- 1988 Olympics - Women's High Jump, youtube.com, abgerufen am 10. Dezember 2021